# 카니도라쿠
카니도라쿠(일본어: かに道楽)는 갑각류 및 기타 해산물을 전문으로 하는 일본의 레스토랑 체인점이다. 전통적인 외관과 정문 위의 대형 애니매트로닉 붉은 게로 유명하다. 오사카시 도톤보리에 본사가 있다.

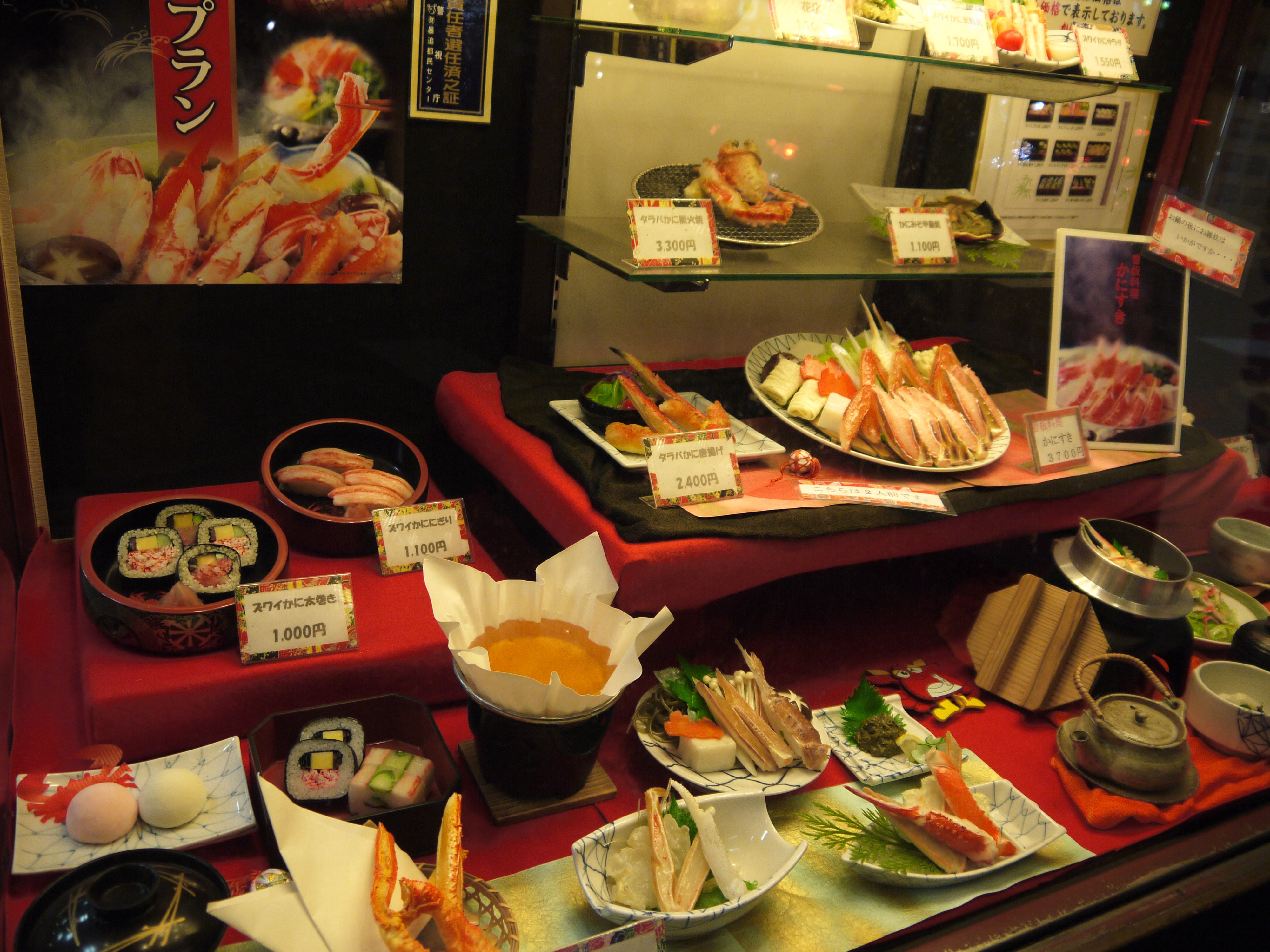
카니도라쿠에 진열된 음식 샘플